# Supercoppa italiana 2006 (hockey in-line)
La Supercoppa italiana 2006 è stata la 4ª edizione della omonima competizione italiana di hockey in-line disputata il 6 novembre 2006 al Palazzetto San Domenico Savio di Padova.
Hanno partecipato l'Asiago Vipers in qualità di squadra campione d'Italia e il Ghosts Padova come detentore della Coppa Italia.
L'Asiago Vipers vinse la partita per 4-1, aggiudicandosi per la quarta volta il trofeo .

## Partecipanti
| Squadre       | Qual. | Partecipazioni precedenti (il grassetto indica la vittoria) |
| ------------- | ----- | ----------------------------------------------------------- |
| Asiago Vipers |       | 2003, 2004, 2005                                            |
| Ghosts Padova |       | 2003                                                        |

## Tabellino
| Padova 6 novembre 2006 | Asiago Vipers | 4 – 1 | Ghosts Padova | Palazzetto San Domenico Savio |